# Герб Монастириськ
Герб Монастириськ — один із символів міста Монастириська — райцентру Тернопільської області.

## Сучасний герб
Сучасний герб міста Монастириська затверджений у листопаді 1999 року сесією міськради. У синьому полі поміж бічників зображений архангел Гавриїл у срібному одязі, з золотим німбом та крилами. В правій руці у нього золотий хрест, у лівій — Успенська та Воздвиженська церкви.

## Історія
1552 року, коли Ян Сененський отримав від короля привілей на ведення торгів. Відомостей про давній герб міста немає.
На міських печатках середини XIX століття використовувався герб, який поєднував родові знаки Тарлів «Топір» та Потоцьких «Пилява».